# تي-84
تي-84 هي دبابة قتال رئيسية أوكرانية، تم تطويرها بعد انهيار الاتحاد السوفيتي على أنقاض دبابة T-80 UB. الدبابة مزودة بدروع تفاعلية، هذه الدبابة ورثت من التي 80 نظام التلقيم الآلي، لكن كعادة الدبابات الروسية، مخزن الذخيرة موجودة في المقصورة الرئيسية عوض ان يكون في مقصورة مستقلة أيضا، الدبابة غير فعالة وليست دقيقة ضد الاهداف البعيدة، لكنها تستطيع اطلاق صواريخ موجهة مضادة للدبابات بنفس طريقة اطلاق القذائف التقليدية.